# Lill-Hälsen
Lill-Hälsen är en sjö i Bollnäs kommun och Hudiksvalls kommun i Hälsingland och ingår i Ljusnans huvudavrinningsområde. Sjön är 22 meter djup, har en yta på 0,135 kvadratkilometer och är belägen 289,2 meter över havet. Sjön avvattnas av vattendraget Ängaån (Millmyrån). Vid provfiske har abborre, lake, röding och öring fångats i sjön.

## Delavrinningsområde
Lill-Hälsen ingår i det delavrinningsområde (682080-154499) som SMHI kallar för Utloppet av Lill-Hälsen. Medelhöjden är 297 meter över havet och ytan är 0,45 kvadratkilometer. Det finns inga avrinningsområden uppströms utan avrinningsområdet är högsta punkten. Ängaån (Millmyrån) som avvattnar avrinningsområdet har biflödesordning 2, vilket innebär att vattnet flödar genom totalt 2 vattendrag innan det når havet efter 91 kilometer. Avrinningsområdet består mestadels av skog (66 procent). Avrinningsområdet har 0,13 kvadratkilometer vattenytor vilket ger det en sjöprocent på 30 procent.